# Khunayzir
Khunayzir (tiếng Ả Rập: خنيزير) là một ngôi làng Syria nằm trong phó huyện Mahardah ở huyện Mahardah thuộc tỉnh Hama. Theo Cục Thống kê Trung ương Syria (CBS), Khunayzir có dân số 2.716 người trong cuộc điều tra dân số năm 2004.